# Дмухайлівська сільська рада
Дмуха́йлівська сільська́ ра́да — колишній орган місцевого самоврядування в Магдалинівському районі Дніпропетровської області. Адміністративний центр — село Дмухайлівка.

## Загальні відомості
- Населення ради: 1 367 осіб (станом на 2001 рік)

## Населені пункти
Сільській раді були підпорядковані населені пункти:
- с. Дмухайлівка

## Склад ради
Рада складалася з 16 депутатів та голови.
- Голова ради: Пилипенко Володимир Миколайович
- Секретар ради: Рубан Ірина Миколаївна

### Керівний склад попередніх скликань
| Прізвище, ім'я, по батькові     | Основні відомості                                                         | Дата обрання | Дата звільнення |
| ------------------------------- | ------------------------------------------------------------------------- | ------------ | --------------- |
| Курлянська Жанна Іванівна       | Сільський голова, 1963 року народження, позапартійна                      | 26.03.2006   | 31.10.2010      |
| Пилипенко Володимир Миколайович | Сільський голова, 1957 року народження, освіта вища, член Партії регіонів | 31.10.2010   |                 |

Примітка: таблиця складена за даними сайту Верховної Ради України

### Депутати
За результатами місцевих виборів 2010 року депутатами ради стали:

#### За суб'єктами висування
| Суб'єкт висування           | Кількість обраних депутатів | %    |
| --------------------------- | --------------------------- | ---- |
| Самовисування               | 8                           | 50   |
| Партія регіонів             | 6                           | 37,5 |
| Комуністична партія України | 1                           | 6,3  |
| Народна партія              | 1                           | 6,3  |

#### За округами
| № округу                    | Прізвище, ім'я, по батькові       | Дата визнання обраним | Освіта             | Партійна приналежність                        | Відомості про обраного депутата                                  |
| --------------------------- | --------------------------------- | --------------------- | ------------------ | --------------------------------------------- | ---------------------------------------------------------------- |
| Комуністична партія України |                                   |                       |                    |                                               |                                                                  |
| 7                           | Мкртчан Валентина Володимирівна   | 05.11.2010            | середня спеціальна | член Комуністичної партії України             | «Агро-Овен», вагар                                               |
| Народна Партія              |                                   |                       |                    |                                               |                                                                  |
| 1                           | Щербак Сергій Володимирович       | 05.11.2010            | вища               | член Народної партії                          | сільська рада, землевпорядник                                    |
| Партія регіонів             |                                   |                       |                    |                                               |                                                                  |
| 4                           | Срібна Валентина Іванівна         | 05.11.2010            | вища               | член Партії регіонів                          | Дмухайлівська загальноосвітня школа, вчитель                     |
| 10                          | Рубан Ірина Миколаївна            | 05.11.2010            | середня            | член Партії регіонів                          | сільська рада, секретар                                          |
| 13                          | Теліпко Микола Григорович         | 05.11.2010            | середня            | член Партії регіонів                          | тимчасово не працює                                              |
| 14                          | Манойло Олександр Миколайович     | 05.11.2010            | вища               | член Партії регіонів                          | тимчасово не працює                                              |
| 15                          | Волошина Людмила Михайлівна       | 05.11.2010            | вища               | член Партії регіонів                          | сільська рада, головний бухгалтер                                |
| 16                          | Дудко Юрій Володимирович          | 05.11.2010            | вища               | член Партії регіонів                          | одноосібник                                                      |
| Самовисування               |                                   |                       |                    |                                               |                                                                  |
| 2                           | Михайлінчик Людмила Володимирівна | 05.11.2010            | вища               | член Всеукраїнського об'єднання «Батьківщина» | Дмухайлівська загальноосвітня школа, вчитель                     |
| 3                           | Срібний Юрій Миколайович          | 05.11.2010            | вища               | член Партії регіонів                          | рекламне агентство ООО «Бізнес-Досьє» в м. Дніпрпетровськ, водій |
| 5                           | Русін Микола Миколайович          | 05.11.2010            | середня            | позапартійний                                 | селянське фермерське господарство «Русін», голова                |
| 6                           | Орищенко Валерій Петрович         | 05.11.2010            | вища               | позапартійний                                 | Дмухайлівська загальноосвітня школа, вчитель                     |
| 8                           | Муха Микола Євгенович             | 05.11.2010            | середня            | позапартійний                                 | тимчасово не працює                                              |
| 9                           | Стеценко Анатолій Васильович      | 05.11.2010            | середня            | позапартійний                                 | тимчасово не працює                                              |
| 11                          | Свистун Юрій Вікторович           | 05.11.2010            | середня            | позапартійний                                 | одноосібник                                                      |
| 12                          | Лікар Надія Іванівна              | 05.11.2010            | середня спеціальна | член Народної партії                          | Дмухайлівський дошкільний навчальний заклад, звідуюча            |